# 言語過程説
言語過程説（げんごかていせつ）とは、日本の国語学者・時枝誠記が唱えた「言語＝（主体による聯合の）継起的過程」という言語観である。

## 概要
スイスの言語学者であるフェルディナン・ド・ソシュールが「概念と聴覚映像が循行過程において聯合したものが、あらかじめ存在している」とするのに対し、時枝誠記は「言語は主観的な聯合作用に拠るしかない」とし、これを「言語過程観」と呼んだ。これが「言語過程説」と呼ばれるようになるのは後のことである。ソシュールが「原子的な世界観の中で言語論を展開している」のに対し、時枝は「主体主義的な世界観」に立っている。

## 成立
時枝は1925年に東京帝国大学を卒業する際、卒業論文の中で次のように記している。
この問題意識から時枝は、先行研究を踏まえた上で「今までの言語学は心理学と物理学の寄集めに過ぎないのではないか」と考え、言語を次のように定義した。
これが言語過程説を成立させる基本的な態度であった。以後、時枝は8年間において、国語研究史上の意識や方法論について探索することを研究の出発点とし、その部分的な発展として6つの論文を発表した。その全体的な発展を『国語学史』としてまとめた後、時枝は国語学の体系について次のように表明している。
以後、時枝はこの「言語の本質観」に基づき、西洋の言語学を批判しつつ、具体的な国語現象に対する実証的な研究を続け、「文の解釈上より見た助詞助動詞」という論文に成立の基本的な意見を述べる。大まかに述べると以下の3つである。
1. 言語が人間の精神活動である。
2. 解釈に基づく言語の考察ということが、言語研究において実践的かつ重要な立場である。
3. 文意の理解と文法体系との間に、必然的な繋がりがあるべきであろう。

（1）は卒業論文の執筆においての態度で、（2）は「日本語そのものを凝視しなければならない」との決意から実績しているうちに生じた信念であり、（3）解釈の問題が用法の問題と直結したことに端を発している。そして、時枝は言語過程説を正面に打ち出した最初の論文「心的過程としての言語本質観」を発表した。ソシュール学説におけるラングの考え方が、「言語構成観」と名付けられて登場するのはここである。時枝はこれ以後、この言語本質観に基づき、国語学の各分野にわたって次々と新しい照明を当てていった。

### 要点
言語過程説については『国語学原論』や『国語学原論：続篇』などで知ることができ、要点をまとめると以下のようになる。
1. 言語は、思想の表現であり、また理解である。すなわち言語は、「表現行為」（「発音行為」あるいは「記載行為」）を媒介する「表現過程」であり、「理解行為」（「聴取行為」あるいは「読字行為」）を媒介する「理解過程」そのものである。したがって言語は、人間の行為・活動・生活の一つである。
2. 言語の成立条件は、「主体（「『書き手』をも含む『話し手』」と「『読み手』をも含む『聞き手』」）」と「場面（表現行為が打ち出され、理解行為が中心となる環境と状況）」と「素材（表現内容・理解内容）」の三つである。
3. 言語は、「話すこと」「聞くこと」「書くこと」「読むこと」の四つの形態のどちらにおいても成立する。よって、言語習得のためには、それぞれの分野において、「話し方」「聞き方」「書き方」「読み方」という、表現および理解のための言語技術が要求される。
4. 言語を行為し実践する立場を「主体的立場」といい、言語を観察し研究する立場を「観察的立場」という。言語を研究するということは、「主体的立場」を観察することに他はない。

上記を総括すると、次のようになる。
| 言語 | 表現行為 | 「音声」を媒介となる材料とするもの（「話す」こと） | 音声言語 |
| 言語 | 表現行為 | 「文字」を媒介となる材料とするもの（「書く」こと） | 文字言語 |
| 言語 | 理解行為 | 「音声」を媒介となる材料とするもの（「聞く」こと） | 音声言語 |
| 言語 | 理解行為 | 「文字」を媒介となる材料とするもの（「読む」こと） | 文字言語 |

| 言語に対する立場 | 主体的 | 表現     |
| 言語に対する立場 | 主体的 | 理解     |
| 言語に対する立場 | 主体的 | 鑑賞     |
| 言語に対する立場 | 主体的 | 価値判断 |
| 言語に対する立場 | 観察的 | 検見     |
| 言語に対する立場 | 観察的 | 分析     |
| 言語に対する立場 | 観察的 | 記述     |

## 各分野における言語過程説
文法論が有名であるが、時枝は言語過程説に基づき言語学諸分野を再考している。ここでは文法論以外について触れる。

### 音声学・音韻論
[m], [n], [ŋ]といった実現形が、主体の過程構造において単一の撥音と認識されること、また、リズムを言語成立の三条件の一つである「場面」として音声は、あたかも鋳型に鉄が流し込まれるように、単音がリズムに押し込まれるとして長音などの特殊モーラも説明する。なお、アクセントは単音の属性ではなくリズムにかぶさるものとし、また音節主音としての「母」音とそれを修飾するものとしての「子」音という名称を、悉曇学の「能生音」「所生音」というとらえ方に合致することを主体的把握から再解釈する。

### 意味論・敬語論
譬喩や忌み言葉などを「字義通り」の語義を臨時に拡張するという考えに対して、主体の把握の仕方を反映したものと説明し、敬語はこの様な修辞のひとつに位置付けられ、詞辞論により体系化する。

## 反応
言語過程説は多くの反応を喚起した。時枝のソシュール理解の問題については服部四郎の批判がある。詞辞論は金田一春彦等の「不連続説」の立場から強い批判を受けたが、のちのモダリティ論への一契機となっている。「国語」のとらえ方については、社会言語学的観点からの批判がある。
現代言語学の視点から言うと、言語過程説は「内在主義」（Chomsky等）の特徴を持つ一方、心身二元論を無批判に採用している問題が指摘できる。また、言語を認知の反映とする点で認知意味論（Lakoff等）との親近性があると言ってよい。さらには「フッサールの現象学の影響が垣間見える」として、日本における現象学受容史の枠組みで捉えられることもある。